# 오브스주

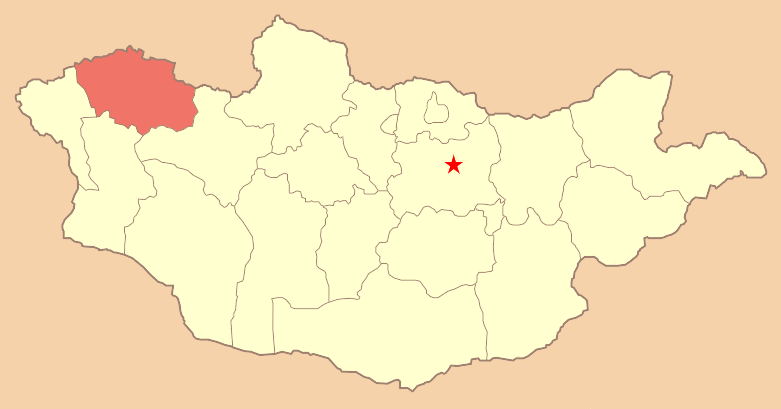
오브스 주의 위치

오브스주(몽골어: Увс, [ows])는 몽골 서부에 위치한 주로 주도는 올란곰이며 면적은 69,585.39km2, 인구는 73,323명(2012년 기준)이다.